# Distrito de Amberes
El Distrito de Amberes (en francés: Arrondissement d'Anvers; en neerlandés: Arrondissement Antwerpen) es uno de los tres distritos administrativos de la Provincia de Amberes. Posee la doble condición de distrito administrativo y judicial. 

## Lista de municipios
- Aartselaar
- Amberes
- Boechout
- Boom
- Borsbeek
- Brasschaat
- Brecht
- Edegem
- Essen
- Hemiksem
- Hove
- Kalmthout
- Kapellen
- Kontich
- Lint
- Malle
- Mortsel
- Niel
- Ranst
- Rumst
- Schelle
- Schilde
- Schoten
- Stabroek
- Wijnegem
- Wommelgem
- Wuustwezel
- Zandhoven
- Zoersel
- Zwijndrecht